# Artediellus minor
Artediellus minor är en fiskart som först beskrevs av Watanabe, 1958.  Artediellus minor ingår i släktet Artediellus och familjen simpor. Inga underarter finns listade i Catalogue of Life.